# USS Waller (DD-466)
Le USS Waller (DD-466/DDE-466) était un destroyer de classe Fletcher au service de la marine américaine, nommé en l'honneur du major général Littleton Waller, (United States Marine Corps - USMC) (1856-1926).

## Construction
Le Waller a été mis en cale le 12 février 1942 par le chantier naval Federal Shipbuilding and Drydock Company à Kearny dans le New Jersey; lancé le 15 août 1942, parrainé par Mme Littleton W. T. Waller, la veuve du général Waller, et mis en service le 1er octobre 1942, sous le commandement du capitaine de corvette Laurence H. Frost.

## Historique

### Seconde Guerre mondiale
Au cours de l'automne 1942, le Waller a effectué des exercices d'entraînement dans la baie de Casco, dans le Maine, et a occasionnellement rempli des fonctions d'escorte locale pour les sous-marins d'entraînement basés à New London, dans le Connecticut. À la fin de l'automne, le Waller quitte le New York Navy Yard, de Brooklyn, à New York, à destination du Pacifique, via le canal de Panama et Pearl Harbor.
Il est arrivé à Efate le 21 janvier 1943 et, six jours plus tard, il est sorti en tant que partie de l'écran de destroyers de la Task Force 18 (TF 18). Le contre-amiral Robert C. Giffen, commandant de la force, arborait son drapeau sur le USS Wichita (CA-45). La mission de la TF 18 était de rejoindre au large de Guadalcanal une force de transport envoyée pour réapprovisionner et renforcer les forces terrestres dans leur lutte pour déloger les Japonais de l'île clé. Les rapports des services de renseignement indiquaient - à tort, en fait - que les Japonais étaient en train d'organiser une grande " poussée " pour réapprovisionner leurs forces. Comme les événements allaient le montrer, ils étaient plutôt en train de rassembler des forces pour évacuer leurs troupes.

#### Île Rennel, janvier 1943

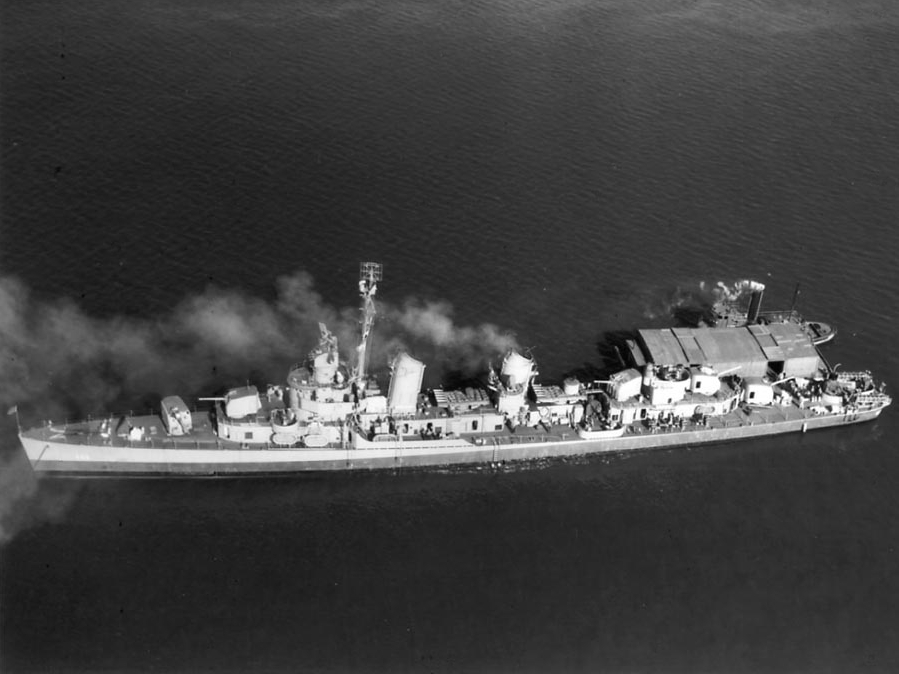
Le Waller en octobre 1942.

Le 29 janvier, à 80 km au nord de l'île Rennell dans les Salomons, des bombardiers japonais "Betty" (Mitsubishi G4M-1) transportant des torpilles arrivent à basse altitude depuis l'est, évitant soigneusement de se profiler dans la lueur du crépuscule. Le Waller, par le travers tribord du amiral Wichita et des croiseurs USS Chicago (CA-29) et USS Louisville (CA-28), a essuyé le feu des mitrailleuses du "Betty" de tête qui se dirigeait vers l'attaque. Les navires américains ont répondu par un tir nourri sur les deux premiers avions, et l'un d'eux a fait la roue dans la mer et a explosé dans une boule de feu brillante.
Bientôt, des fusées éclairantes rouges, vertes et blanches donnèrent à la scène un effet fantomatique et étrange, tandis que les Japonais allumaient des engins pyrotechniques pour éclairer les forces américaines. À 19h31, un autre vol de "Betties" est apparu et a pressé ses attaques sur les croiseurs lourds se déplaçant dans le côté droit de la force opérationnelle. Un "Betty" s'est abîmé en mer à l'arrière du Waller, avant qu'un autre avion ennemi n'atteigne le Chicago avec une torpille à 19h45, touchant le côté tribord du croiseur à l'avant et arrêtant trois des quatre arbres de transmission du navire. Une deuxième torpille a rapidement frappé après la première, inondant la salle de feu numéro trois et la salle des machines avant, laissant le Chicago mort dans l'eau.
L'attaque s'est momentanément calmée, donnant un répit aux Américains. Le Louisville prit en remorque son navire-jumeau (sister ship) endommagé et, tôt le 30 janvier, le croiseur endommagé faisait route vers Espiritu Santo à quatre nœuds. À 14h45, bien après que le Louisville ait passé la remorque au remorqueur USS Navajo (AT-64), 12 "Betties" ont été signalés au sud de la Nouvelle-Géorgie en direction de l'île Rennell. Les chasseurs de la patrouille aérienne de combat de l'USS Enterprise (CV-6) détruisirent trois des attaquants, mais neuf restèrent pour attaquer le Chicago. Sept d'entre eux ont été abattus par les tirs antiaériens de la force opérationnelle et les attaques des Grumman F4F Wildcat du Enterprise. Le Waller revendique un Mitsubishi G4M "Betty" abattu et deux endommagés.
Le Chicago, cependant, a pris deux autres torpilles et a été abandonné peu après, coulant par la poupe en premier, à 16h44. Le Navajo, le USS Sands (APD-13), le USS Edwards (DD-619), et le Waller ont recueilli 1 049 survivants du croiseur. Dans la mêlée, le USS La Vallette (DD-448) est endommagé et quitte la zone, remorqué par le Navajo. Alors qu'il se retire à Espiritu Santo, le Waller repère un contact sous-marin mais ne peut le développer.
La bataille de l'île de Rennell, qui s'est soldée par la perte d'un croiseur américain et l'endommagement d'un destroyer, a réussi à détourner les intentions japonaises des transports au large de Lunga Point et a permis aux renforts américains vitaux d'entrer dans la phase finale de la bataille pour chasser les Japonais de Guadalcanal.

#### Détroit de Blackett, mars 1943
Au début de mars 1943, le capitaine Arleigh "31-knot" Burke pose son fanion naval triangulaire à queue d'hirondelle sur le Waller. Le 5, il dirige le USS Conway (DD-507), le USS Montpelier (CL-57), le USS Cleveland (CL-55), le USS Denver (CL-58) et le USS Cony (DD-508) dans un raid sur les aérodromes japonais de Vila dans les îles Salomon, sur la côte sud de la Nouvelle-Géorgie. Chargés de protéger les plus gros navires, les destroyers ont été chargés de réduire au silence les batteries côtières hostiles qui pourraient tenter de gêner les croiseurs pendant qu'ils effectuent le bombardement principal.
En entrant dans le golfe de Kula peu après minuit le 5 mars, le radar du Waller a détecté deux navires - déterminés plus tard comme étant les destroyers Murasame et le Minegumo - à l'entrée est du détroit de Blackett et qui se tenaient à grande vitesse, apparemment inconscients de la présence des navires américains. Le Waller a ouvert le feu vers 01h00, en tirant cinq torpilles à une distance de trois milles et demi (5,6 km). Une minute plus tard, ses canonniers ont commencé à tirer avec la batterie principale.
Pris par surprise, les deux destroyers japonais ont répondu par des tirs irréguliers et imprécis. Six minutes après le début de l'action, le Murasame se brise en deux à la suite d'une explosion « extrêmement violente », victime d'une combinaison de torpilles et de tirs du Waller et de ses compagnons.
Le Minegumo, lui aussi, a fait l'objet d'une attention particulière et a rapidement été réduit à l'état de ferraille, bien qu'il soit resté obstinément à flot pendant un court moment. Laissant les Japonais dans leur sillage, la force américaine se dirigea vers l'ouest à 01h14 et commença peu après son bombardement programmé de Vila. Les six navires américains ont pilonné la piste d'atterrissage pendant 16 minutes avant d'interrompre leur action et de laisser un certain nombre de feux brûler dans l'obscurité. Le Waller a reçu l'ordre d'envoyer par le fond le Minegumo, mais l'épave en flammes a coulé avant que le destroyer américain ne puisse faire son travail.
Le raid de Vila et la bataille du détroit de Blackett ont suscité les éloges de l'amiral Chester W. Nimitz, qui, avec un euphémisme élogieux, a qualifié l'exploit de "performance honorable". Nimitz a cité la façon exemplaire dont la TF 68 avait repéré deux navires ennemis au radar, malgré un arrière-plan terrestre proche; elle a rapidement obtenu une mise en place de la conduite de tir, a coulé les navires ennemis de "façon professionnelle" et a ensuite procédé à la mission de bombardement prévue à peu près à l'heure. "L'opération avait toute la précision d'un exercice bien répété par des navires expérimentés, ce qui n'était pas le cas.
Le Waller a poursuivi ses opérations dans les îles Salomon jusqu'à la fin de 1943 et en 1944. Alors que les Japonais cherchaient à réapprovisionner leurs garnisons piégées sur des îles comme Vella Lavella, Arundel et Kolombangara, ils utilisèrent des destroyers comme navires de transport et de ravitaillement dans ce qui fut connu sous le nom de "Tokyo Express". Ces navires ont affronté les croiseurs et les destroyers américains dans une série d'actions nocturnes âpres et tranchantes.
Les Américains, quant à eux, maintiennent la pression sur les Japonais, soumettant leurs îles à un harcèlement maritime et aérien quasi permanent. Dans la nuit du 29 au 30 juin 1943, le Waller, en compagnie de trois autres destroyers et de quatre croiseurs, bombarda la plantation Vila-Stanmore, Kolombangara et les îles Shortland. Une grande partie des tirs ont été effectués sous une pluie battante qui a obscurci la visibilité et empêché toute déclaration de dommages aux installations japonaises.

#### Golfe de Kula, juillet 1943
Peu de temps après, le 6 juillet, un groupe opérationnel composé de trois croiseurs et de quatre destroyers sous les ordres du contre-amiral W. L. "Pug" Ainsworth, a affronté 10 destroyers japonais transportant des troupes et des fournitures à Kolombangara lors de la bataille du golfe de Kula. Au cours de la féroce bataille de nuit, deux destroyers japonais, Niizuki et Nagatsuki, ont été coulés ainsi que le USS Helena (CL-50) qui a été victime des redoutables torpilles "Long Lance".
Pendant les efforts pour sauver l'équipage survivant du Helena, le Waller a servi dans la force couvrant le USS Woodworth (DD-460) et le USS Gwin (DD-433) qui étaient engagés dans les premières opérations de sauvetage. Le Waller a détecté un sous-marin à l'aide de son radar et s'est rendu sur place pour tenter de repérer l'embarcation ennemie. Après trois heures de recherche, un contact a été établi et le Waller a largué des grenades sous-marines. Bien que le destroyer n'ait trouvé aucune preuve visible de sa destruction, le commandant du groupe opérationnel 36.2 (TG 36.2), le contre-amiral Aaron S. "Tip" Merrill, a déclaré que la probabilité de destruction du sous-marin était bonne selon le rapport d'action du Waller.

#### Erreur d'identité
Le navire de guerre a continué à soutenir les opérations dans les îles Salomon en escortant des convois de troupes et de ravitaillement. Alors qu'il surveillait le TG 31.2 - quatre destroyers et quatre transports rapides (APD) à destination d'Enogai Inlet, en Nouvelle-Géorgie - un avion de recherche a repéré ce qui semblait être quatre navires ennemis près de l'île Kolombangara et a transmis un rapport de contact par radio. Le Waller, qui fait partie de la force de couverture, change de cap pour intercepter et aperçoit bientôt trois navires couchés au large de la côte de la jungle.
À l'insu du Waller, ces trois navires " ennemis " étaient en réalité des USS PT-157, PT-159, et PT-160, en patrouille, qui s'étaient involontairement égarés au nord de leur zone de patrouille assignée. Le Waller, qui suivait du mieux qu'il pouvait, a ouvert le feu à 20 000 mètres, et d'autres navires en compagnie ont signalé qu'il avait chevauché et touché l'"ennemi". Mais ce n'était pas le cas. Les PT boat, soudainement mis dans une mauvaise situation, ont lancé des torpilles sur l'ennemi qui attaquait et ont filé vers le sud. Le Waller et ses compagnons n'ont pas poursuivi l'"ennemi" en fuite, mais ont interrompu leur action et sont retournés à leurs tâches de couverture des APD en partance, apparemment satisfaits que l'un d'eux ait touché le "destroyer japonais". Dans le rapport d'action subséquent rédigé le 29 juillet, le commandant du Waller écrit : " On a appris depuis que ces navires étaient probablement nos propres bateaux PT. "

#### Vela Lavella, août 1943
Un tel cas d'erreur d'identité ne s'est pas reproduit lors des opérations du Waller le 15 août, alors qu'il couvrait les débarquements à Vella Lavella. À 8h00, une dizaine de bombardiers en piqué japonais apparaissent sur le radar du destroyer, à 38 milles de distance (60 km). Il a tiré un barrage de saturation sur l'ennemi qui s'approchait afin de maintenir les attaquants à distance et a revendiqué deux Aichi D3A "Val".
Plus tard dans la journée, le Waller a de nouveau combattu des avions japonais persistants, captant sur son radar huit avions torpilleurs se dirigeant à basse altitude. Les tirs contrôlés par le directeur de la batterie principale de 5 pouces ont craché de l'acier brûlant sur les Nakajima B5N "Kate" qui arrivaient, mais n'en ont abattu aucun.
Dans la soirée du 17 août, une attaque aérienne japonaise a provoqué une collision entre le Waller et le USS Philip (DD-498) alors qu'ils effectuaient une manœuvre d'évitement; le Waller a finalement quitté la zone de combat pour subir les réparations nécessaires. Cependant, en octobre, il était de retour au cœur des combats.

#### Campagne des Salomons, octobre 1943 - février 1944
Dans la nuit du 1er au 2 octobre, le Waller pénètre dans les eaux de Vella Lavella pour tenter d'interrompre l'évacuation des troupes japonaises de l'île. Le Waller abat six barges de débarquement cette nuit-là et quatre la suivante, détruisant lourdement, avec ses compagnons, le "Tokyo Express" de plus petite taille. Au total, au cours de cette période, 46 embarcations ennemies de ce type ont été détruites par les destroyers, les croiseurs et les bateaux PT boat américains.
Le Waller a poursuivi ses fonctions d'escorte et de soutien des convois pendant les mois d'automne. Les 17 et 18 novembre, alors que les forces américaines poussaient vers Bougainville, le Waller a escorté le 5e échelon de transports et de navires de ravitaillement. La force américaine totale, composée de six destroyers, de huit APD, d'un remorqueur de flotte et de huit LST, traversait la baie de l'Impératrice-Augusta, au large de la côte de Bougainville, lorsque 10 avions torpilleurs japonais sont arrivés à basse altitude à 3h00. Les navires ont rapidement déclenché un énorme barrage de tirs antiaériens pour décourager les attaquants japonais.
Les fusées éclairantes et les feux flottants largués par les avions japonais ont éclairé la scène d'une lumière sinistre. Les tirs des destroyers ont envoyé des traînées de poudre dans le ciel nocturne, et un "Betty" a filé dans la mer au large de la proue bâbord du USS Pringle (DD-477). Un autre attaquant, arrivant à basse altitude et à grande vitesse à 3h30, a volé dans une véritable grêle de DCA et s'est écrasé, traînant des flammes, dans la mer à l'arrière du Conway (DD-507). Les torpilles lancées par l'avion n'ont pas atteint leur cible et ont filé devant les navires américains. Deux minutes plus tard, cependant, un autre "Betty" a fait couler le sang des forces américaines en torpillant le USS McKean (APD-5), qui a ensuite coulé. Lorsque la fumée de la bataille s'est dissipée, le Waller a repéré huit aviateurs japonais.
Le navire de guerre est bientôt de retour au large de Torokina sur l'île Bougainville, sur la rive de la baie de l'Impératrice-Augusta, avec le 7e échelon de navires de soutien. Le 23 novembre, il a bombardé l'île Marine.
Avec ses navires-jumeaux, il a bombardé les positions ennemies sur l'île Buka et dans la région de la baie de Choiseul le 1er février 1944. À 06h25, les batteries côtières ennemies de Buka ont ouvert le feu sur les hommes de guerre américains. Le Waller a immédiatement effectué un tir de riposte sur les canons japonais qui a réduit au silence une batterie ennemie. Une quinzaine de jours plus tard, pendant l'invasion de l'île Green, le navire est parti, en compagnie du USS Saufley (DD-465), du USS Renshaw (DD-499), et du Philip, pour bombarder la station radar japonaise de Cap Saint-George et les aérodromes de Borpop et Namatanai. Toutefois, le mauvais temps a empêché le repérage des tirs, et il a été impossible de vérifier l'efficacité du raid.

#### Campagne des Mariannes, juin - août 1944
Pendant ce temps, l'effort de guerre des Alliés continue de prendre de l'ampleur et, en juin, les forces américaines attaquent les Mariannes. Le Waller, après avoir navigué vers les îles Hawaï pour une période de repos, a quitté Pearl Harbor et a dépassé le 180e méridien le 5 juin 1944. Il a escorté le TG 51.18 via Kwajalein jusqu'à Saipan. Le TG 51.18, une force expéditionnaire de réserve dont la mission était de soutenir l'occupation des Mariannes, devait débarquer sur n'importe quelle île selon la situation : Saipan, Guam ou Tinian.
Saipan fut désignée comme sa cible, et le Waller commença à bombarder les positions japonaises sur cette île. Dans la soirée du 18 juin, le navire de guerre a reçu l'ordre de fournir un appui-feu dans deux secteurs pour aider les marines à repousser une attaque de chars ennemis. À 17h55, en compagnie du Pringle, il est entré dans la baie Magicienne. Le Waller a fermé la plage pour avoir une meilleure vue mais n'a pu distinguer aucun char américain ou japonais. À 17h58, tous les moteurs ont été arrêtés pour permettre au quart de mieux voir la côte. Soudain, trois minutes plus tard, les canons côtiers ennemis ont ouvert le feu sur les deux destroyers.
Le Waller et le Pringle ont fait un bond en avant à pleine vitesse, se dirigeant vers l'est, tandis que leurs cheminées crachaient une grande quantité de fumée noire et huileuse. Des escarmouches dues à des accidents évités de justesse s'élèvent des deux côtés des navires alors qu'ils disparaissent dans l'épaisse fumée bouillante. Le Waller a tiré plusieurs salves en retour, mais, comme l'indique son rapport d'action, "il est possible que le terrain ait favorisé les Japonais, et aucun bon point de visée n'a été offert au directeur".
Les forces américaines retournèrent à Guam au cours de l'été 1944, et le Waller prit part à ces opérations en servant d'unité d'écran pour les forces débarquant sur l'île. Il a ensuite effectué des missions d'appui-feu et de filtrage au large de Tinian lorsque cette île est tombée sous le rouleau compresseur naval américain en août. Après ces opérations, le navire est retourné sur la côte ouest pour une remise en état qui a duré jusqu'au début de l'automne 1944.

#### Campagne des Philippines, novembre 1944 - avril 1945
Le 27 novembre, le navire rejoint la 7e flotte pour des opérations dans les îles Philippines. Peu après midi ce jour-là, les Japonais ont apparemment célébré le retour du Waller dans les zones de combat en lançant un raid suicide de 15 avions. Au cours de la bagarre, le Waller abat un intrus et participe à l'écrasement d'un autre.
Dans la nuit du 27 au 28 novembre, le destroyer a pris la tête des quatre navires de la 43edivision de destroyers (DesDiv 43) lors d'un balayage nocturne dans la baie d'Ormoc, en préparation du débarquement américain dans cette région. Sa mission était l'une des premières pénétrations dans ces eaux depuis que les Américains avaient été éjectés des Philippines par la force, près de trois ans auparavant. Tout en bombardant les concentrations de troupes japonaises, il surveillait les petites embarcations de la marine côtière japonaise qu'il pouvait rencontrer. Les navires ont déversé des obus sur les rivages autour de la baie pendant une heure, avant de se diriger vers la mer des Camotes à la recherche de navires.
Un avion de patrouille allié a communiqué par radio à la division un message indiquant qu'un sous-marin japonais en surface - dont on a déterminé plus tard qu'il s'agissait du I-46 - se trouvait au sud de l'île Pacijan, en direction de la baie d'Ormoc. La division a changé de cap pour l'intercepter et, à 1h27, le radar du Waller a repéré la cible juste au large de la côte nord-est de l'île Ponson (ceb). Faisant feu de toutes ses batteries, le destroyer s'est dirigé directement vers le sous-marin, passant l'ordre de "se tenir prêt à éperonner". Annulant cet ordre à la dernière minute parce que le sous-marin semblait déjà gravement endommagé, le Waller a continué à tirer des obus de 40 millimètres et de 5 pouces sur le submersible ennemi qui a tenté un faible et inefficace tir de riposte avec ses canons de pont. À 1h45, alors que le Waller fait demi-tour pour un deuxième passage, la proue du sous-marin se dresse vers le ciel et il coule, la poupe en premier.
Le Waller est resté dans la région du golfe de Leyte jusqu'au 2 décembre, après avoir effectué un deuxième balayage dans la mer des Camotes dans la nuit du 29 au 30 novembre à la recherche d'un convoi japonais de 10 navires. Bien qu'il n'ait trouvé aucune trace du convoi, il a néanmoins repéré et écrasé six barges ennemies avec des tirs de canon. Toujours pendant les raids de la baie d'Ormoc, le navire a subi une attaque aérienne japonaise lors de ses deux sorties dans la baie d'Ormoc; à une occasion, trois bombes sont tombées à quelques centaines de mètres du destroyer.
À la mi-décembre, le Waller participe à l'invasion de Mindoro en tant qu'unité de la force de couverture composée de cuirassés, de transporteurs d'escorte, de croiseurs et de destroyers. Le 15 décembre, cette force a repoussé une lourde attaque kamikaze dans la mer de Sulu. Le Waller en a de nouveau abattu un et a aidé à détruire un autre attaquant japonais. L'un des avions, un bimoteur " Betty ", tentait de se suicider avant que de lourds tirs antiaériens ne l'atteignent.
Au début de janvier 1945, le Waller a déplacé le lieu de ses opérations vers le golfe de Lingayen, où les forces américaines débarquaient. Alors qu'il était ainsi engagé, il a touché deux bateaux suicidaires et a déversé quelque 3 000 cartouches sur des cibles aériennes et de surface. Bien qu'il n'ait pas abattu un seul avion, il en a endommagé un nombre incalculable au plus fort des raids suicide japonais.
En février et mars 1945, le Waller escorte et protège les transports et les cargos alliés essentiels. Lorsque les forces américaines débarquèrent à Basilan, le Waller était au large des plages en tant que navire amiral du groupe opérationnel et reçut des missions supplémentaires d'appui-feu à Tawi-Tawi et Jolo, dans l'archipel de Sulu, en avril.

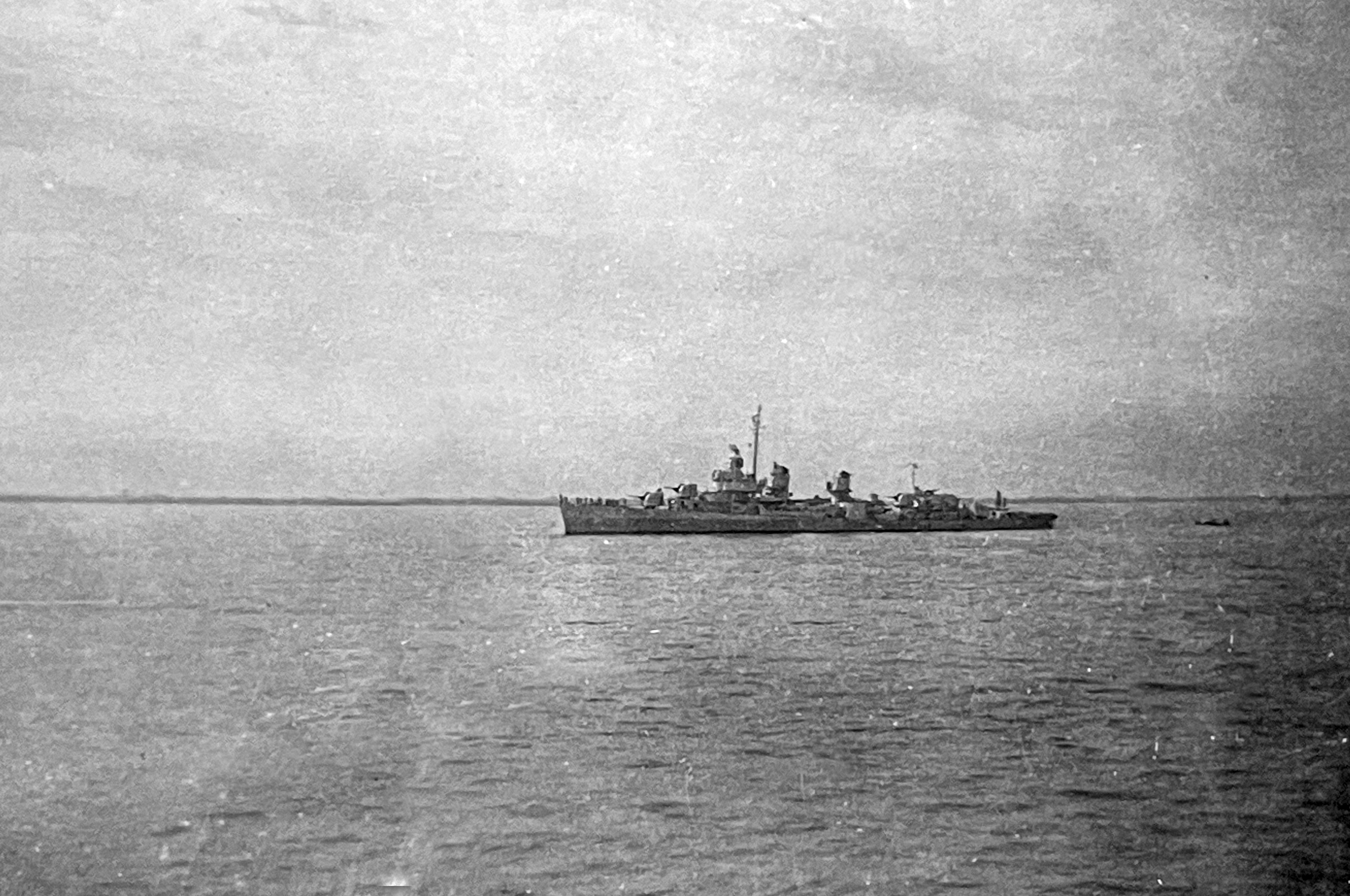
Le USS Waller (DD-466) le 8 octobre 1945 dans le fleuve Yangtze près de Shanghai, en Chine. Pris par Frank Prott à bord de l'USS Phillip.

#### Indonésie et Chine, mai - décembre 1945
Un effort conjoint australo-américain contre Bornéo a occupé le Waller de mai à juillet. Le Waller a participé à cette campagne en escortant des convois vers l'île de Tarakan, la baie de Brunei et Balikpapan, ainsi qu'en couvrant les opérations de dragage de mines dans la région de Miri-Lulong, sous la baie de Brunei. Il a ensuite rejoint la 3e Flotte au début du mois d'août afin d'être prête pour l'invasion prévue des îles japonaises (Opération Downfall). Mais alors qu'il faisait route vers Honshū, escortant un convoi, le Waller reçut la très bonne nouvelle que les Japonais avaient accepté les conditions de reddition inconditionnelle de la Déclaration de Potsdam.
Renvoyé une fois de plus à la 7e flotte, le Waller entra à Shanghai, en Chine, le 19 septembre pour une tournée avec la force de patrouille reconstituée du Yangtze et fut l'un des premiers navires de guerre américains à faire escale dans cette ville chinoise. Quinze jours plus tard, le destroyer a neutralisé une base de garnison de canots suicides japonais lorsqu'une force de débarquement de 21 hommes du navire a aidé les autorités chinoises locales à désarmer quelque 2 700 Japonais à Tinghai.
Alors qu'il retournait à Shanghai le 9 octobre, le Waller a heurté une mine de contact de type "Shanghai" amarrée au Japon. Trois officiers et 22 hommes ont été blessés, et le navire a subi suffisamment de dommages structurels pour justifier une mise en cale sèche au Kiangnan Dock and Engineering Works à Shanghai. Après cette période de réparation, le navire a supervisé les opérations de dragage de mines et a fourni des provisions et de l'eau aux navires engagés dans les opérations de dragage qui ont permis de repérer quelque 60 mines. En outre, il a fourni des pilotes du Yangtze pour les navires entrants et a surveillé tout le trafic maritime passant devant son poste de patrouille dans l'estuaire du Yangtze. Le navire a quitté les eaux chinoises le 12 décembre à destination des États-Unis, et après une escale à Pearl Harbor, il est arrivé à San Diego 18 jours plus tard.

### Guerre de Corée - Guerre du Vietnam
Mis hors service peu après et rattaché au 6e district naval, le Waller est resté en réserve à Charleston, en Caroline du Sud, jusqu'au début de la guerre de Corée. Choisi comme l'une des unités de la classe Fletcher à convertir en destroyers d'escorte, le Waller est redésigné DDE-466 le 26 mars 1949 et remis en service à Charleston le 5 juillet 1950. Après un essai, il a rejoint le 2e escadron de destroyers d'escorte (Escort Destroyer Squadron 2) en tant que navire-amiral le 28 janvier 1951.
Le 14 mai de la même année, le Waller se dirige vers l'ouest pour participer à la guerre de Corée et, à son arrivée près du "pays du matin calme", il rejoint immédiatement la Task Force 95 (TF 95) qui se dirige vers le port de Wonsan. Pendant 10 jours, il a effectué des missions de bombardement côtier contre des cibles nord-coréennes, lançant quelque 1 700 obus de 5 pouces sur les positions ennemies. Au cours de l'été suivant, le destroyer a servi d'escorte aux unités de la 7e flotte qui s'exerçaient dans les eaux au large d'Okinawa avant de retourner dans les voies de blocus maritime en octobre 1951 pour une période de service de deux semaines avant de retourner aux États-Unis.
De 1951 à la fin de 1956, le Waller participe à de nombreux exercices de guerre anti-sous-marine (Antisubmarine warfare - ASW) au large de la côte est et effectue deux déploiements importants en Méditerranée et deux dans les Caraïbes. Il est entré au chantier naval de Norfolk à la fin de 1956 et a été de nouveau modifié, cette fois-ci avec des modifications importantes de sa batterie ASW. Il rejoint la flotte peu après et, après un déploiement en Méditerranée en 1957, il rejoint le 28e escadre de destroyers (Destroyer Squadron 28 - DesRon 28), en tant qu'unité de la Task Force ASW Alfa.
Sa classification est redevenue DD-466 le 30 juin 1962. Par la suite, le Waller rejoint le 36e escadre de destroyers (Destroyer Squadron 36 - DesRon 36) le 1er juillet 1964 et effectue de nombreux déploiements en Méditerranée au cours des quatre années suivantes. Le 6 septembre 1968, le destroyer quitte Norfolk avec la 362e division de destroyers (Destroyer Division 362 - DesDiv 362) pour les eaux vietnamiennes. Arrivé en octobre, il se présente immédiatement à la "ligne de feu" et prend des fonctions de patrouille sur la station Yankee (Yankee Statio) dans le golfe du Tonkin, au large de Qui Nhon, au Sud-Vietnam.
Soutenant les troupes coréennes, ses tirs de 5 pouces ont causé d'importants dommages aux bunkers et aux zones de stockage des Viet Cong, avant qu'il ne soit déplacé vers le sud vers une station au large de Phan Thiet où il a soutenu la 173e brigade aéroportée de l'armée américaine. Au cours de ce déploiement, elle a détruit de nombreuses structures Viet Cong, camps de repos et autres, et a empêché le trafic d'approvisionnement Viet Cong en détruisant des sentiers.
Après avoir tiré 2 400 coups et terminé son affectation à la ligne de feu, le Waller a reçu un " bravo " du commandant de l'unité opérationnelle 70.8.9 : "La capacité du Waller à respecter tous ses engagements est en effet digne de mention."
Se rendant à Yankee Station, le Waller rejoignit le USS Intrepid (CVS-11) pour des missions d'escorte de porte-avions d'attaque et, au départ de ce porte-avions, il rejoignit le USS Ranger (CV-61) pour des missions similaires. Après 109 jours consécutifs de service, le destroyer vétéran prit le chemin du retour le 2 mars 1969.
Bien qu'il ait été prévu à l'origine qu'il devienne un navire d'entraînement de la Réserve navale sur la côte est, après une inspection approfondie, le Waller a été désarmé et rayé de la liste de la Marine (Naval Vessel Register) le 15 juillet 1969. Son élimination en tant que cible a été autorisée le 2 février 1970; il a été coulé au large de Rhode Island le 17 juin 1970.

## Récompenses
Le Waller a reçu douze (12) étoiles de combat (Battle Stars) pour son service pendant la Seconde Guerre mondiale et deux pour son service en Corée et au Vietnam..
L'USS Waller a également participé au blocus des missiles de Cuba en octobre 1962. Le navire a détecté un sous-marin russe et a lancé une grenade à main à bord pour insister pour qu'il fasse surface, ce qu'il a fait.

## Source
- (en) Cet article est partiellement ou en totalité issu de l’article de Wikipédia en anglais intitulé « USS Waller » (voir la liste des auteurs).